# Nguyên vật liệu
Nguyên vật liệu là đối tượng lao động do doanh nghiệp mua, dự trữ để phục vụ quá trình sản xuất, kinh doanh tạo ra sản phẩm.
- Đặc điểm:
  - Các nguyên vật liệu sẽ thay đổi về hình thái, không giữ nguyên được trạng thái ban đầu khi đưa vào sản xuất.
  - Các nguyên vật liệu tham gia trực tiếp vào quá trình sản xuất kinh doanh (một chu kỳ sản xuất kinh doanh).
  - Toàn bộ giá trị của nguyên vật liệu được chuyển trực tiếp vào sản phẩm, là căn cứ cơ sở để tính giá thành.
- Phân loại nguyên vật liệu:
  - Theo nguồn gốc hình thành:
    - Nguyên vật liệu tự nhiên.
    - Nguyên vật liệu nhân tạo.

  - Theo công dụng kinh tế:
    - Nguyên vật liệu chính.
    - Nguyên vật liệu phụ.